# 呉清源
呉 清源（ご せいげん、ウ・チンユエン、1914年6月12日 - 2014年11月30日）は、囲碁の棋士。中国福建省出身、日本棋院瀬越憲作名誉九段門下。本名は呉 泉（ご せん、帰化後は くれ いずみ）、清源は字。一時日本棋院を離れて読売新聞嘱託となるが、後に復帰。日本棋院名誉客員棋士。
木谷實とともに「新布石」の創始者としても知られる。門下に林海峰、芮廼偉。
新布石以外にも数々の新手法を生み出したこと、十番碁における圧倒的な成績などから「昭和の棋聖」「碁の神様」と呼ばれる。

## 経歴

### 来日まで
父呉毅（炎曾）の三男として福州に生まれる。先祖は代々官職について「書香一門」とも呼ばれ呉毅は福建高等学堂卒業後の1913-14年頃に日本に留学しており、清源の誕生後に北京に移る。留学中に囲碁に興味を持ち、方円社に通うなどして初段に二子ほどの腕前となり、帰国時には多くの棋書を持ち帰っていた。北京では義父である張元奇のつてで平政院（行政裁判所）に勤めた。
4歳のときにヘルニアに罹り、治りきらないままとなる。5歳から父に四書五経を学ばせられる。7歳のとき囲碁を教えられ、父が日本に留学した時に持ち帰ったり、取り寄せたりした棋書（『囲棋新報』合本、『敲玉余韵』（本因坊秀策の棋譜集）、御城碁の棋譜など）により学ぶ。数年で周りには対等に相手ができるものがいなくなり、神童と呼ばれた。1923年に父に連れられて、北京の碁会所「海豊軒」で当時の中国の一流棋士である顧水如、汪雲峰などと打つようになり、呉は五子ぐらいの手合だった。1924年に父は結核により33歳で亡くなるが、顧水如の紹介で段祺瑞と対局し、月100元の学費援助を受けるようになる。また段の発案で号を付けることになり、清源となった。段からの奨学金が途絶えると、資産家や文化人が集まる喫茶店「来今雨軒」で碁を打つようになった。ここで天才少年と評判になり、日本人のクラブではその評判を聞いて自分たちのクラブで碁を打つよう呉を招待した。北京に滞在中だった古美術商の山崎有民が瀬越憲作に棋譜を送るとこれが認められ、訪日が計画された。
1926年に岩本薫六段と小杉丁四段が訪中し、呉は岩本に三子で2連勝、二子で負け、小杉に二子で勝ちとなる。続いて1927年に訪中した井上孝平五段に呉は二子で勝ち、先で1勝1敗とした。この対局は10時間もかかったという。瀬越はこの棋譜を見て「秀策の再来」と述べたとされる。瀬越は犬養毅や大倉喜七郎などの助力も受けて正式な招待状を送り、1928年になると準備のために弟子の橋本宇太郎四段を北京に派遣した。この時の試験碁で、呉は橋本に先番で2連勝する。この年14歳のときに、母と兄と共に日本に渡った。
日本棋院では段位を決めるための試験碁が行われ、篠原正美四段に先で勝ち、本因坊秀哉名人に二子（二三二）で勝ち、村島義勝四段、前田陳爾四段らにも勝ち、1929年に三段の段位を認められた。この試験碁は時事新報に掲載されたが、続いて呉の対局は「呉少年出世碁」と題して行われ、その成績は、先番勝-篠原正美四段、先番負-橋本宇太郎四段、先番負-小野田千代太郎六段、先番負-木谷實四段。この木谷戦で、先番の呉は初手を天元に打ち、3手目以降はマネ碁という手段（いわゆる「太閤碁」）に出て話題となった（65手目にマネ碁を止める）。
来日直後は瀬越の世話で麻布谷町の借家に住んだが、1年ほどで東中野に移り、次いで西荻窪の瀬越宅の隣に住む。兄の浣は早稲田大学、明治大学に通った。

### 新布石時代

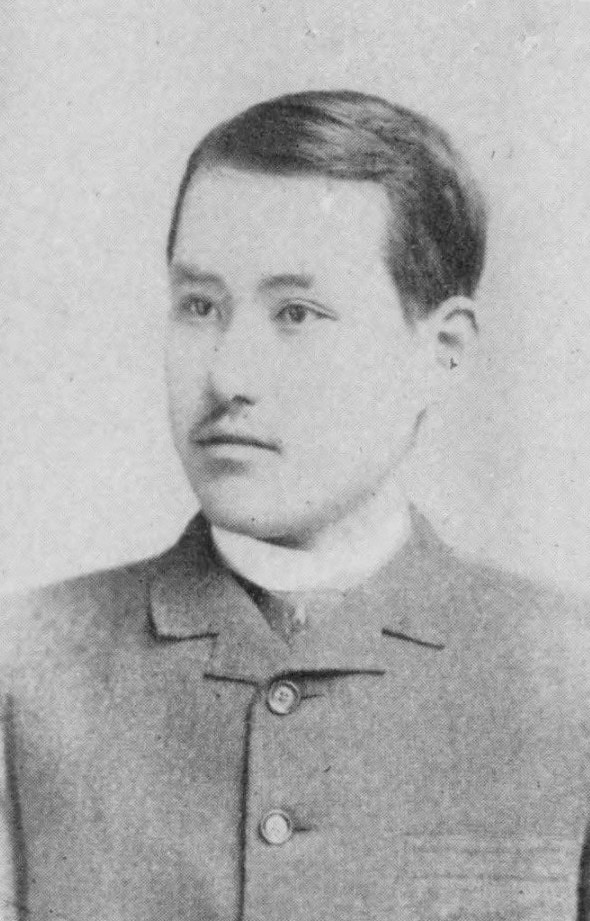
西園寺公毅は、宇和島藩伊達家の家令だった西園寺家の出で、第一銀行など大手企業の役員を多数務めた西園寺公成の長男

この後、呉は健康上の理由で大手合は1年間休場するが、その他に1928年から29年にかけての「棋道」や時事新報主催の対局があり、戦績は13勝7敗2ジゴ。その中には秀哉との三子局もあった（呉11目勝）。1929年から30年にかけての読売新聞の特選碁では10人抜きする。1930年から大手合に出場、3年間に29勝3敗という成績を挙げる。1931年には中国から妹達を呼び寄せて暮らすようになり、またこの頃は木谷實とともに西園寺公毅の支援も受けた。1932年の時事碁戦では、18人抜きを果たす。
1933年に五段に昇段し、時事新報主催で同じ五段で新進棋士として注目を浴びていた木谷實との十番碁を行うが、木谷の六段昇段で中止となる。この頃呉は、当時小目中心の布石が主流の中で、星や三々を試みるようになる。十番碁5局目打ち掛け後の夏、木谷は長野県の地獄谷温泉に呉を誘い、そこで木谷の考える中央重視の布石を研究し、呉も関心を持つ。1933年秋の大手合ではこれを実戦で打ち、呉1等、木谷2等となり、二人の打ち出した布石法は「新布石」と呼ばれ話題になる。翌1934年には、平凡社から安永一をライターにして、木谷、呉の共著で「囲碁革命・新布石法」を出版し、10万部を売るベストセラーとなった。
また1933年には、読売新聞2万号記念事業の一つとして主催された「日本囲碁選手権手合」トーナメントで、決勝で橋本宇太郎に勝って優勝し、10月に本因坊秀哉との記念碁を打つ。当時五段であった呉だが特に先番の手合割となり、1手目に当時本因坊家の鬼門と呼ばれていた三々、3手目星、5手目天元、という布石を打ち、大反響を呼び起こす。持時間は双方24時間で、その後4か月間をかけて打ち掛け13回の後、翌年1月に終局して秀哉の2目勝ちとなった。
1935年に天津で、次兄の呉炎の紹介で新聞社「庸報」の社長に会い、紅卍会に入信、修行の後に帰国する。1936年には日本に帰化、正式名を呉泉とするが、呼び慣れた名がいいというファンの要望で1940年にから雅号として呉清源に戻した。この1936年に結核との診断を受け、長野県の富士見高原診療所で1年間療養する。1938年ごろから紅卍会日本支部の活動にかかわる。

### 十番碁覇者

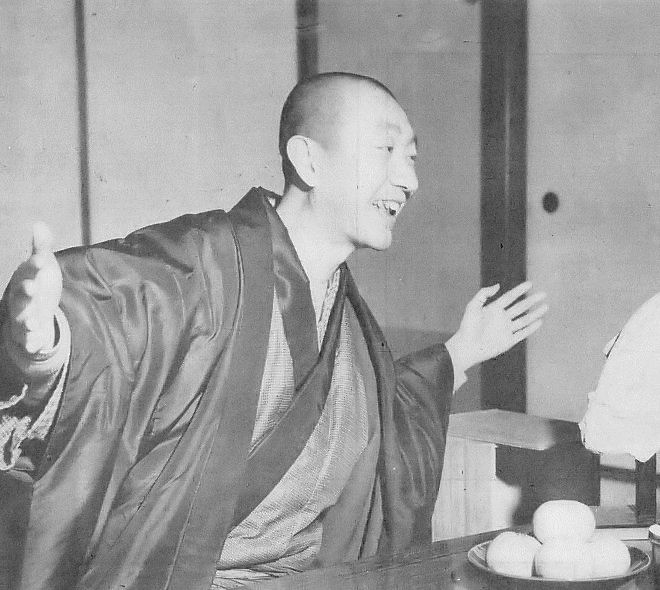
1952年

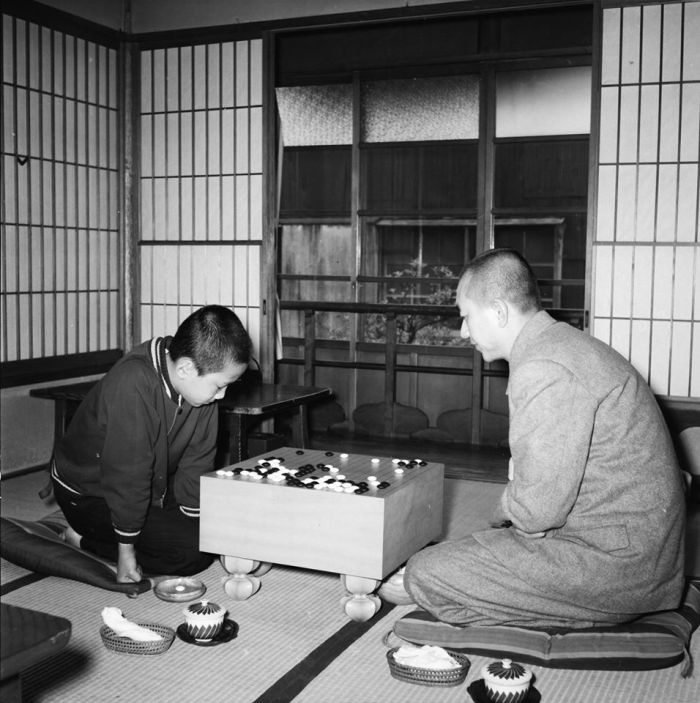
林海峰（左）と

1939年には第1期本因坊戦開始までの棋戦として木谷實との三番碁を行った。続いて大手合で木谷に白番で勝って七段に昇段し、読売新聞の企画で、この9月から1941年までかけて木谷との打込み十番碁を行う。1940年に6局目まで呉の5勝1敗で先相先に打込み、1941年に6勝4敗で終了。対局に鎌倉の建長寺、円覚寺、鶴岡八幡宮などを使い、後に「鎌倉十番碁」と呼ばれた。特にこの第1局は、対局中に木谷が鼻血を出して昏倒するという激闘で知られる。
1939年から開始された第1期本因坊戦では、六段級トーナメントを勝ち抜いて、最終トーナメントに進出。4次にわたるトーナメントの2回で優勝したが、残り2回で前田陳爾、加藤信に初戦敗退したのが響いて合計得点で3位となり、本因坊決定戦への進出はならなかった。
1941年には棋正社から別れた瓊韻社の雁金準一と十番碁を行う。この時雁金が八段で呉が七段なので呉先相先の手合割となるところ、日本棋院では雁金の八段を認めるかの議論があり、雁金の意向で互先で打つ。5局まで打って、呉の4勝1敗で打ち切りとなった。同1941年、紅卍会日本支部が、峰村教平の篁道大教（のちに璽宇となる）に合流する。
1942年に木谷實とともに八段昇段。同年、喜多文子・六平太夫妻の媒酌で中原和子と結婚（和子はのちに璽宇教の教主となる峰村教平の親戚。のちに和子は璽光尊の巫女となる。）。戦争の激化に伴い母と妹は1941年に中国に帰国し、また紅卍会の本尊を置いていた篁道大教から分かれた璽宇教の教主峰村教平の依頼で、1942年に中国に渡って紅卍の道院を訪れるなどした。次いで同年の瀬越、橋本宇太郎らの訪中にも同行したが、この時南京市街では呉の首に懸賞金をかけた看板を橋本が見たと言われている。戦時中には呉にも徴用の令状が来たが、身体検査で帰された。
1942年12月に新進の藤沢庫之助六段と十番碁を開始（第一次）。当時先番無敵と言われた藤沢の定先に対し、7局目まで4勝3敗と勝ち越すが、藤沢が残りを3連勝し、1944年8月までで4勝6敗とする。これは呉の十番碁で唯一の負け越しとなった。藤沢との十番碁の終了後、新興宗教の璽宇教に入信して碁界引退を宣言。
1946年になって戦後初めての対局として、兄弟子である橋本宇太郎八段との十番碁が行われ、8局目まで6勝2敗で先相先に打込む。橋本とは1950-51年に先相先で第二次十番碁を行い、5勝3敗2ジゴとなった。1948年には岩本薫本因坊との十番碁で、6局目までで5勝1敗で先相先に打込む。
1945年5月25日の空襲で住んでいた中野の家も焼けてからは、大田区の璽宇教信者の家に住み、その後1948年までの4年間、璽光尊とともに金沢、山中湖、八戸など各地を転々とする生活を続けていた。金沢では同行していた双葉山を帰すために警察が乗り込む騒動もあった。読売新聞社が呉と璽光尊との交わりを絶たせようと奔走、知人の紹介で横浜に住む事業家の西幸太郎が呉の将来を案じ、マスコミから逃れ静かに囲碁に打ち込めるようにと呉および呉の妻と妻の妹を、杉田の西の邸宅の離れに食客として滞在させた。呉は映画好きで、妻や義妹、西の娘らとともによく映画を観にいったという。杉田の屋敷には青木一男や大倉喜七郎らも訪れ、呉は麻雀を誘われると快く応じたが、その強さには誰もが舌を巻いたという。西家には3年ほど滞在した。

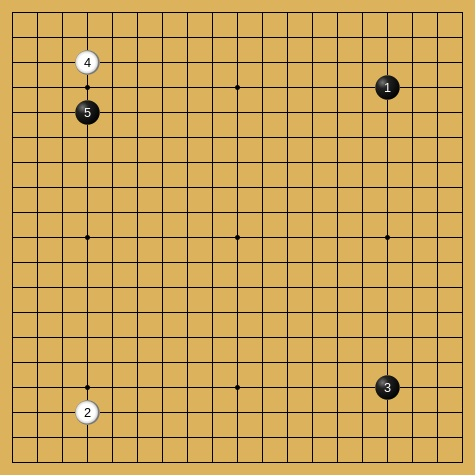
大流行した昭和の1,3,5

1949年に藤沢庫之助が大手合で九段昇段し、続いて呉が日本棋院の六、七段の棋士との高段者総当り十番碁で8勝1敗1ジゴの成績を挙げ、九段に推挙された。日本で二人だけの九段となった両雄は、1951年から互先にて第二次十番碁を行い、9局目までで呉が6勝2敗1ジゴで先相先に打込む。第二次十番碁と並行して毎日新聞で企画された、コミ制度での互先での四番碁も、呉の四連勝で終わる。続いて1952年から藤沢との第三次十番碁では、6局目までで5勝1敗と定先に打込んで終了。藤沢はこの責任をとり、日本棋院を一時離脱した。またこの頃呉の愛用した星打ちと小目への一間高ガカリの布石は、多くの棋士が用い、「昭和の1、3、5」と呼ばれた。
続く十番碁の相手として、1953-54年に坂田栄男八段、55-56年に高川秀格本因坊と対戦。坂田にはその直前に先相先の六番碁で負け越していたが、十番碁では8局までで6勝2敗と定先に打込んで終了。高川は本因坊4連覇中だったが、毎年の本因坊対呉清源三番碁では連敗しており、十番碁でも8局目までで打ち込まれ、呉の6勝4敗で終了。これで呉は主だった棋士をすべて先相先以下に打ち込んだことになり、誰の目にも名人の資格ありと見えたが、実際に名人に推されることはなかった。この高川戦が最後の十番碁となる。

### 最強戦・名人戦
呉を嘱託として十番碁を主催していた読売新聞では、1957年に「実力名人を決める」との謳い文句により「日本最強決定戦」、別名「六強戦」を開始する。これは呉、藤沢朋斎、橋本宇太郎、坂田栄男、木谷実の各九段と高川本因坊の6人によるリーグ戦で、呉としては既に打ち込んだ相手との互先の対局となったが、第1期は8勝2敗の成績で優勝。翌年の第2期には5勝5敗で3位、61年の第3期には6勝3敗1ジゴで坂田と同率優勝を果たす。この第1期優勝時には、橋本から呉を名人に推してはどうかという提案もされたが実現しなかった。また、同時期、師の瀬越と顧水如から「第2の呉清源」と注目されていた中国人少年陳祖徳らを日本に留学させる計画を訪日した京劇俳優の梅蘭芳との交渉で進めるも長崎国旗事件で実現しなかった。
この約30年に渡り卓越した成績を挙げ、囲碁界に君臨したその期間は「呉清源時代」とも呼ばれた。1961年8月、紅卍会の日本支部設立の調整役をしていた呉は、目白の事務所に向かう途中でオートバイにはねられる。この事故で右足と腰の骨折を負い、東大病院分院に2か月入院した。これ以後、事故の後遺症による頭痛などに悩まされ、年齢的にも40代後半にさしかかったこともあり、次第に新進の棋士達の追撃を受けるようになる。
61年から1962年にかけて行われた第1期名人戦では、13名のリーグ戦で　呉と藤沢秀行が9勝3敗の成績で同率になるが、呉の最終局の対坂田栄男戦が呉のジゴ勝ち（コミ5目）であったため、ジゴ勝ちは正規の勝ちより下位とするこの時の規定により、藤沢が第1期名人となる。第2、3期のリーグでは呉は2位だったが、第4期には8戦全敗となって遂にリーグ陥落し、この期には弟子の林海峰が名人位に就いた。1976年にはNHK杯戦で準優勝。
1973年の十段戦出場後は対局から遠ざかり、古希を迎えた1984年2月24日に引退。引退式はホテルオークラで行われ、記念の連碁にも多くの棋士が参加した。引退後も研究会を続け、多くの現役棋士に影響を与えるとともに、「21世紀の碁」を提唱。応昌期杯世界プロ囲碁選手権戦などの棋戦での審判役も務めている。2012年の『週刊碁』の企画「尊敬する棋士、好きな棋士」では第1位に選ばれた。

## 国籍と所属
敗戦後の1946年に師の瀬越憲作が日華親善のためとして薦めて、呉は中華民国籍としたが、これは連合国の中国（中華民国政権）代表団が呉の日本国籍取り消しを指示したとも、在日華僑により半強制的に手続きをとったとも言われる（夫人はこの時に無国籍状態となってしまっていた）。次いで璽宇教の問題で瀬越に様々な圧力がかかり、1947年に瀬越が呉の辞表を日本棋院に提出して除籍、客員となり、読売新聞の専属棋士として読売主催の対局に専念することとなったが、当時この経緯を呉自身は把握していなかった。1949年に日本棋院から九段推挙された際には名誉客員棋士という待遇だった。読売主催の最強戦、名人戦には出場していたが、1965年に専属契約を解消し、他紙主催棋戦にも出場するようになる。1952年に台湾（中華民国）の中国囲棋会から招待を受けて台湾訪問し、呉は大歓迎を受け、大国手の称号を授与される。またこの時、当時10歳だった林海峰と試験碁を打ち、渡日を勧めた。この訪台時に夫人がパスポート申請しようとして無国籍が発覚し、再度日本国籍に戻った。また自身も1979年に再度日本国籍を取得する。引退後の1985年に故郷がある中華人民共和国を初めて訪問して歓迎されるも日本国籍であり続け、晩年は呉清源国際囲碁交流基金の設立など日中交流への貢献が評価されて中国から「平和発展貢献賞」が授与された。2017年11月に弟子の林海峰や遺族の立会いのもと故郷の中国福州に帰葬された。

## 年譜
- 1914年5月19日 中華民国福建省で生まれる。
- 1914年10月　一家で北京に移る。
- 1921年 父より囲碁の手ほどきを受ける。
- 1926年 囲碁の天才少年として北京で評判となり、日本人クラブで初めて日本人棋士と対局。
- 1928年10月18日 来日し、瀬越憲作名誉九段に入門。翌年、飛付三段。
- 1933年 木谷實と共に速度とバランスを重視した「新布石法」を考案して発表。
- 1933年 日本選手権優勝。10月本因坊秀哉名人との記念対局で「三々・星・天元」という革新的な布石を打つ。
- 1936年 日本国籍を得、呉泉と改名する。
- 1939年 木谷實との打込み十番碁（鎌倉十番碁）が始まる。（6勝4敗）
- 1940年 呉清源に名前を戻す。
- 1945年 戦災で焼け出されて璽光尊と行動をともにするようになり、1948年まで続いた。
- 1946年 中国（中華民国）籍に戻る。
- 1949年 日本棋院より名誉客員の称号を受ける。
- 1950年 九段に推挙される。
- 1952年 台湾を訪問。大国手の称号を受ける。
- 1953年 藤沢庫之介との3度目の十番碁で向先に打込む。
- 1956年 この年の高川格との十番碁をもって十番碁終了。
- 1958年 第1期日本最強決定戦優勝。
- 1961年 第3期日本最強決定戦優勝。8月、交通事故に遭い、2か月入院する。
- 1962年 第1期名人戦で2位。三強リーグ戦（朝日新聞）において、坂田栄男とともに3勝1敗で優勝。
- 1967年 大倉賞受賞。
- 1976年 第23期NHK杯テレビ囲碁トーナメント準優勝
- 1979年 再度日本籍を得る。
- 1983年 引退。
- 1985年 戦後初めて中国を訪れる。
- 1986年 香港中文大学の栄誉博士称号を得る。
- 1987年 勲三等旭日中綬章を受章。
- 1996年 NHK教育テレビの囲碁講座で講師を務める。
- 2005年 日本棋院から囲碁殿堂にノミネートされるが、「まだ修行中の身」を理由に辞退（翌年も）。
- 2014年11月30日 老衰の為、小田原市内の病院で逝去[20]。満100歳。
- 2015年 遺族の許可を得て正式に囲碁殿堂入りした[21]。
- 2017年 遺族の立会いのもと故郷の福州に帰葬された[19]。

## 戦績

### 十番碁
| 期間      | 当時の段位 | 相手           | 開始時の手合割 | 結果 (勝-負)               |
| 1933-34   | 五段       | 木谷實五段     | 互先           | 3-3 木谷昇段に伴い打ち切り |
| 1939-1941 | 七段       | 木谷實七段     | 互先           | 6-4 先相先に打込み         |
| 1941-1941 | 七段       | 雁金準一八段   | 互先           | 4-1で打ち切り              |
| 1942-1944 | 八段       | 藤沢庫之助六段 | 向先           | 4-6で負け越し              |
| 1946-1948 | 八段       | 橋本宇太郎八段 | 互先           | 6-3 1持碁 先相先に打込み   |
| 1948-1949 | 八段       | 本因坊薫和     | 互先           | 7-2 1持碁 先相先に打込み   |
| 1950-1951 | 九段       | 本因坊昭宇     | 向先相先       | 5-3 2持碁 先相先維持       |
| 1951-1952 | 九段       | 藤沢庫之助九段 | 互先           | 7-2 1持碁 先相先に打込み   |
| 1952-1953 | 九段       | 藤沢庫之助九段 | 向先相先       | 5-1 向先に打込み           |
| 1953-1954 | 九段       | 坂田栄男八段   | 向先相先       | 6-2 向先に打込み           |
| 1955-1956 | 九段       | 本因坊秀格     | 互先           | 6-4 先相先に打込み         |

| 局     | 対局日     | 相手     | 手割     | 手番 | 結果     |
| 第一局 | 1949/8/1   | 長谷川章 | 互先     | 後手 | 5目勝    |
| 第二局 | 1949/8/24  | 梶原武雄 | 向定先   | 後手 | 中押し勝 |
| 第三局 | 1949/9/20  | 窪内秀知 | 向定先   | 後手 | 4目負    |
| 第四局 | 1949/10/18 | 高川格   | 向先相先 | 先手 | 中押し勝 |
| 第五局 | 1949/11/8  | 細川千仞 | 向先相先 | 後手 | 2目勝    |
| 第六局 | 1949/12/4  | 宮下秀洋 | 向先相先 | 後手 | 中押し勝 |
| 第七局 | 1950/1/1   | 林有太郎 | 向先相先 | 後手 | 1目勝    |
| 第八局 | 1950/1/31  | 前田陳爾 | 向先相先 | 先手 | 中押し勝 |
| 第九局 | 1950/2/28  | 炭野武司 | 向定先   | 後手 | 持碁     |
| 第十局 | 1950/3/31  | 坂田栄男 | 向先相先 | 後手 | 中押し勝 |

呉清源八段の8勝1敗1持碁（呉はこれにより九段に推挙される）

### 本因坊対呉清源三番碁
- 1951年 呉 3-0 本因坊昭宇
- 1952年 呉 3-0 本因坊秀格
- 1955年 呉 3-0 本因坊秀格
- 1956年 呉 3-0 本因坊秀格
- 1958年 呉 2-1 本因坊秀格
- 1959年 呉 0-3 本因坊秀格
- 1960年 呉 1-2 本因坊秀格
- 1961年 呉 2-1 本因坊秀格
- 1961年 呉 1-2 本因坊栄寿

### その他の番碁
- 1936年 昭和三星大棋戦（前田陳爾、木谷實、呉の3人のリーグ戦）1-1（白番×前田陳爾、先番○木谷實）（東京日日新聞）
- 1936年 木谷七段対六段優勝者戦 先番×木谷實（六段戦で呉が優勝して木谷と対戦、東京日日新聞）
- 1938-39年 対木谷實七番碁 呉清源六段 4-2 木谷實七段（呉先相先、読売新聞）
- 1939年 木谷・呉三番大棋戦 呉清源六段 0-2 木谷實七段（東京日日新聞）
- 1948年 対坂田三番碁 呉清源八段 3-0 坂田栄男七段（坂田先相先）
- 1949年 呉清源対新鋭三番碁 呉清源八段 2-1 （○藤沢秀行五段、○小泉重郎五段、×杉内雅男五段）
- 1950-51年 呉対七、八段棋戦(13局) 呉清源九段 10-3

（○加藤信、○林有太郎、○前田陳爾、○坂田栄男、○光原伊太郎、×宮下秀洋、○細川千仭、○長谷川章、×岩本薫、×高川格、○篠原正美、○島村利博、○瀬越憲作）
- 1951年 対藤沢庫之助四番碁 呉清源九段 4-0 藤沢庫之助九段（互先）
- 1952年 対六段三番碁 呉清源九段 1-2 （先二先、×山部俊郎(先)、×中村勇太郎(二子)、○曲励起(先)）
- 1953年 対坂田六番碁 呉清源九段 1-4-1ジゴ 坂田栄男八段（坂田先相先）
- 1955年 対新鋭八段戦三番勝負（先相先）
  - 呉 2-1 島村利博
  - 呉 2-1 杉内雅男
  - 呉 3-0 宮下秀洋
- 1956年 対前田陳爾三番碁 呉清源九段 2-1 前田陳爾八段（前田先相先）

### その他の優勝歴等
- 大手合甲組優勝（6回） 1930年後期、31年後期、32年前期、33年後期、35年前期、42年前期
- 日本最強決定戦優勝 1958、61年
- 三強リーグ戦優勝 1962年
- 読売新聞特選碁 1929-30年 10-1（○小野田千代太郎、○橋本宇太郎、○林有太郎、○前田陳爾、○加藤信、○宮坂宷二、○久保松勝喜代、○瀬越憲作、○稲垣兼太郎、○雁金準一、×鈴木為次郎）

## 新布石
1933年（昭和8年）に信州地獄谷にて木谷實と議論を重ね、1934年安永一四段執筆により『囲棋革命・新布石法』を出版した。三々や星に打つ発想は隅の小目からシマリが絶対とされていた当時大きな反響を呼んだ。

## 新手・新定石
呉は新布石の他にも、多くの新手、新定石を打ち出した。代表的なものとして以下がある。
- 大ナダレ内マガリ定石

|  |  |  |  |  |  |  |  |  |
|  |  |  |  |  |  |  |  |  |
|  |  |  |  |  |  |  |  |  |
|  |  |  |  |  |  |  |  |  |
|  |  |  |  |  |  |  |  |  |
|  |  |  |  |  |  |  |  |  |
|  |  |  |  |  |  |  |  |  |
|  |  |  |  |  |  |  |  |  |
|  |  |  |  |  |  |  |  |  |

大ナダレ定石において、従来は黒a（外マガリ）が定石形とされていたが、黒1と打つ内マガリが新手。ここから多くの難解定石に発展した。1957年の日本最強決定戦リーグの高川格戦で最初に打たれ、革命的手段との評判を取った。
- 梅鉢

|  |  |  |  |  |  |  |  |  |
|  |  |  |  |  |  |  |  |  |
|  |  |  |  |  |  |  |  |  |
|  |  |  |  |  |  |  |  |  |
|  |  |  |  |  |  |  |  |  |
|  |  |  |  |  |  |  |  |  |
|  |  |  |  |  |  |  |  |  |
|  |  |  |  |  |  |  |  |  |
|  |  |  |  |  |  |  |  |  |

(黒8は1の点にツギ)
従来は黒1以下の図の形は黒が梅鉢の愚形で不利とされていたが、呉は1950年の橋本宇太郎との十番碁第4局など実戦でこの形を打ち出し、1952年の藤沢庫之助との十番碁で注目されて、黒有利の評価を確定させた。この後黒a,白b,黒cとワタる姿がしゃれているとされ、現在では白1のツケが打たれることはなくなった。
- 小ゲイマ受け

|  |  |  |  |  |  |  |  |  |
|  |  |  |  |  |  |  |  |  |
|  |  |  |  |  |  |  |  |  |
|  |  |  |  |  |  |  |  |  |
|  |  |  |  |  |  |  |  |  |
|  |  |  |  |  |  |  |  |  |
|  |  |  |  |  |  |  |  |  |
|  |  |  |  |  |  |  |  |  |
|  |  |  |  |  |  |  |  |  |

星へのケイマガカリに対して黒1の小ゲイマに受ける手は古くからあるが、aの一間、bの大ゲイマに比べて不利とされていたのを、呉が実戦で打ち出して、広く打たれるようになった。

## 「21世紀の碁」
1992年に、新しい囲碁の考え方として「21世紀の碁」を発表。「六合の碁（りくごうのご）」とも呼ぶ。囲碁は調和を目指すものとして、陰陽思想を取り入れ、「碁盤全体を見て打つ」ことを目指している。
部分にとらわれずに全局的視野に基づく着手として、小目への二間高ガカリや、小ゲイマジマリへの肩ツキなどの手段を推奨し、研究会メンバーの王立誠や芮廼偉などが多用して流行、定着した。2016年に登場したアルファ碁などの人工知能はこうした手法を多用しており、呉の先見の明を示すものとして再評価されている。
|  |  |  |  |  |  |  |  |  |
|  |  |  |  |  |  |  |  |  |
|  |  |  |  |  |  |  |  |  |
|  |  |  |  |  |  |  |  |  |
|  |  |  |  |  |  |  |  |  |
|  |  |  |  |  |  |  |  |  |
|  |  |  |  |  |  |  |  |  |
|  |  |  |  |  |  |  |  |  |
|  |  |  |  |  |  |  |  |  |

小ゲイマジマリへの肩ツキ

## 有名局
- 対 木谷實(呉の黒番）

|  |  |  |  |  |  |  |  |  |  |  |  |  |  |  |  |  |  |  |
|  |  |  |  |  |  |  |  |  |  |  |  |  |  |  |  |  |  |  |
|  |  |  |  |  |  |  |  |  |  |  |  |  |  |  |  |  |  |  |
|  |  |  |  |  |  |  |  |  |  |  |  |  |  |  |  |  |  |  |
|  |  |  |  |  |  |  |  |  |  |  |  |  |  |  |  |  |  |  |
|  |  |  |  |  |  |  |  |  |  |  |  |  |  |  |  |  |  |  |
|  |  |  |  |  |  |  |  |  |  |  |  |  |  |  |  |  |  |  |
|  |  |  |  |  |  |  |  |  |  |  |  |  |  |  |  |  |  |  |
|  |  |  |  |  |  |  |  |  |  |  |  |  |  |  |  |  |  |  |
|  |  |  |  |  |  |  |  |  |  |  |  |  |  |  |  |  |  |  |
|  |  |  |  |  |  |  |  |  |  |  |  |  |  |  |  |  |  |  |
|  |  |  |  |  |  |  |  |  |  |  |  |  |  |  |  |  |  |  |
|  |  |  |  |  |  |  |  |  |  |  |  |  |  |  |  |  |  |  |
|  |  |  |  |  |  |  |  |  |  |  |  |  |  |  |  |  |  |  |
|  |  |  |  |  |  |  |  |  |  |  |  |  |  |  |  |  |  |  |
|  |  |  |  |  |  |  |  |  |  |  |  |  |  |  |  |  |  |  |
|  |  |  |  |  |  |  |  |  |  |  |  |  |  |  |  |  |  |  |
|  |  |  |  |  |  |  |  |  |  |  |  |  |  |  |  |  |  |  |
|  |  |  |  |  |  |  |  |  |  |  |  |  |  |  |  |  |  |  |

1929（昭和4）年に打たれた、時事新聞社の勝ち抜き戦七人目、木谷實との初対局。黒の呉が初手を天元に打ち、以降白の手を真似て打つ太閤碁を採用した。木谷はこれを不快に思い、途中控室まで来て「何とかしてくれ」と談判したが、ルール違反ではないため、やむなく打ち続けた。真似は黒63手目（図の黒1）まで続き、白64（図の白2）に打ったところで変わった。結果は木谷が124手目に妙手を打ち、白3目勝ちに終わった。対局が終わった頃には夜も遅くなり2人で棋院に泊まり込み、夜が明けるまで碁の話を交わした。この時が木谷と面識を得た初めといえる。
- 対　本因坊秀哉名人　（呉の先番）

|  |  |  |  |  |  |  |  |  |  |  |  |  |  |  |  |  |  |  |
|  |  |  |  |  |  |  |  |  |  |  |  |  |  |  |  |  |  |  |
|  |  |  |  |  |  |  |  |  |  |  |  |  |  |  |  |  |  |  |
|  |  |  |  |  |  |  |  |  |  |  |  |  |  |  |  |  |  |  |
|  |  |  |  |  |  |  |  |  |  |  |  |  |  |  |  |  |  |  |
|  |  |  |  |  |  |  |  |  |  |  |  |  |  |  |  |  |  |  |
|  |  |  |  |  |  |  |  |  |  |  |  |  |  |  |  |  |  |  |
|  |  |  |  |  |  |  |  |  |  |  |  |  |  |  |  |  |  |  |
|  |  |  |  |  |  |  |  |  |  |  |  |  |  |  |  |  |  |  |
|  |  |  |  |  |  |  |  |  |  |  |  |  |  |  |  |  |  |  |
|  |  |  |  |  |  |  |  |  |  |  |  |  |  |  |  |  |  |  |
|  |  |  |  |  |  |  |  |  |  |  |  |  |  |  |  |  |  |  |
|  |  |  |  |  |  |  |  |  |  |  |  |  |  |  |  |  |  |  |
|  |  |  |  |  |  |  |  |  |  |  |  |  |  |  |  |  |  |  |
|  |  |  |  |  |  |  |  |  |  |  |  |  |  |  |  |  |  |  |
|  |  |  |  |  |  |  |  |  |  |  |  |  |  |  |  |  |  |  |
|  |  |  |  |  |  |  |  |  |  |  |  |  |  |  |  |  |  |  |
|  |  |  |  |  |  |  |  |  |  |  |  |  |  |  |  |  |  |  |
|  |  |  |  |  |  |  |  |  |  |  |  |  |  |  |  |  |  |  |

1933（昭和8）年の本因坊秀哉との一戦。先番の呉は、初手三々、3手目星、5手目天元という大胆な布石を敷き、旧来の権威と若き天才が対峙する展開として大いに話題を呼んだ。白の秀哉は160手目に妙手を放って（本因坊秀哉の項参照）2目の勝ちを収めたが、呉の名声も大いに高まった。
- 第二次藤沢朋斎十番碁第7局

5局目まで2勝2敗1ジゴと拮抗していたが、6、7、8、9局と呉が連勝して一気に打込んだ。藤沢との対戦の中で呉はこの第7局が一番の傑作としている。
序盤左上、左下で呉の得意の定石ができ、中盤で黒が中央の白模様を荒らした後、白は下辺黒の大石を攻める。182手目の白1が棋史に残る妙手と言われ、これに黒が19に応じると18が利いて大石が死ぬ。実戦でも黒20となった時に白aの切りがあり、結局大石が死んで投了。
1952年4月24-26日 呉清源 - 藤沢庫之助（先番） 白228手まで中押勝

## 著作
打碁集
- 『呉清源打棋全集』（全4卷）平凡社 1973-74年（増補・新装版1997年）
- 『呉清源打込十番碁全集』（全5巻）講談社　1979年
- 『現代の名局5,6 呉清源（上下）』誠文堂新光社 1980年
- 『現代囲碁大系11,12 呉清源』講談社　1980年
- 『すごく見やすい　呉清源　名局細解』（全12巻）誠文堂新光社 1981-83年
- 『呉清源自選百局』平凡社 1982年
- 『呉清源全集』（全15巻）白水社 1987年
- 『呉清源　現代囲碁名勝負シリーズ, 11』講談社、1987年

その他棋書
- 『囲棋革命 新布石法 星・三々・天元の運用 』平凡社 1934年（木谷実、安永一との共著）
- 『日本囲碁大系3 道策』筑摩書房
- 『官子譜 囲碁手筋の源流』全4冊　東洋文庫
- 『玄玄碁經集』全2巻　東洋文庫
- 『現代定石活用辞典（上中下）』誠文堂新光社　1976年
- 『呉清源 100万人の詰碁3』講談社　1983年
- 『寿石不老』誠文堂新光社 1995年（詰碁集）
- 『呉清源二十一世紀の打ち方』日本放送出版協会　1997年
- 『21世紀の碁』（全10巻）誠文堂新光社 1997-2001年

随想・回顧
- 『随筆莫愁』天元社 1940年
- 『呉清源棋話』三一書房 1993年 (「莫愁」と川端康成「呉清源棋談」の合本)
- 『以文会友』白水社 1984年
- 『中の精神』東京新聞出版局 2002年

## その他

### 伝記映画
中国の田壮壮（ティエン・チュアンチュアン）監督による伝記映画『呉清源〜極みの棋譜〜』（原題：呉清源）は、制作:北京正天文化伝播中心ほか、2004-06年に製作され、2006年公開。キャストは、呉清源:張震（チャン・チェン）、瀬越憲作:柄本明、喜多文子:松坂慶子、璽光尊:南果歩、橋本宇太郎:大森南朋、本因坊秀哉:井上堯之など。
また、1982年の日中合作映画『未完の対局』はフィクションではあるが、主人公のモデルは呉清源である。

### ドキュメンタリー
- NHK特集「激闘・十番勝負〜天才棋士 呉清源の回想〜」（1984年、NHK）[24]